# Vitamin B12
B12-vitamin, kobalamin eller cobalamin  er et vandopløseligt vitamin, der har en nøglefunktion i hjernen, nervesystemet  og blod-dannelsen. Det er et af de otte B-vitaminer og er nødvendig for stofomsætningen af alle celler i den menneskelige krop især hvad angår DNA-syntese og –regulering, fedtsyre-syntese og energi-produktion.
Hverken svampe, planter eller dyr kan danne vitamin B12. Bakterier og arkæer har de nødvendige enzymer til syntese af cobalamin og de er derfor de eneste kilder til produktion af vitaminet. Planter kan optage B12 ved at vokse i komposteret gødning. Således er frugten (ananaskirsebær) fra planten Physalis peruviana kendt for at indeholde B12-vitamin.
Kemisk set er vitamin B12 det største og mest strukturelt komplicerede vitamin og kan kun produceres ved bakteriel fermentering.

## Biokemi
B12-vitamin  indeholder det biokemisk sjældne grundstof kobolt og består af en gruppe af kemisk beslægtede forbindelser, der alle kan omdannes til hinanden, og alle har vitamin-aktivitet. Bakterier producerer oftest hydroxocobalamin, der industrielt omdannes syntetisk til cyanocobalamin, som ikke forekommer i naturen, men er det oftest anvendte vitamin B12. Ved indtagelse omdannes det til methylcobalamin og adenosylcobalamin. Hydroxocobalamin, methylcobalamin, og adenosylcobalamin kan også forekomme i farmakologiske produkter og kosttilskud.
B12-vitamin optages i kroppen ved hjælp af proteinet IF (intrinsic factor), der binder vitaminet, og en tarmcelle-receptor, der genkender IF-B12-komplekset. I blodet transporteres vitaminet af blodproteinet transcobalamin.

## Mangelsygdomme
B12-mangel medfører en række sygdomme, heriblandt megaloblastær anæmi.
Da der ikke findes nogen guldstandardtest for B12-vitaminmangel, udføres der flere forskellige laboratorieundersøgelser for at bekræfte den formodede diagnose.
B12-vitamin serumværdien er temmelig uegnet, fordi den ændrer sig sent og er også relativt ufølsom og uspecifik.
Methylmalonsyre i urin eller blodplasma betragtes som en funktionel vitamin B12-markør, der stiger, når vitamin B12-lagrene er tomme. For at få en bedre vurdering bestemmes homocystein ofte sammen med methylmalonsyre. Forhøjede niveauer af methylmalonsyre kan dog også være tegn på en ofte overset stofskiftesygdom, kombineret malon- og methylmalonsyreurie (CMAMMA).
Den tidligste markør for B12-vitaminmangel er et lavt niveau af holotranscobalamin (holoTC), som er et kompleks af B12-vitamin og dets transportprotein.